# قصر كاوة
قصر كاوة، أو قصر الكاوا، هو عبارة عن موقع أثري من العهد الروماني يقع في بلدية الولجة بدائرة عمي موسى التابعة لولاية غليزان في الجزائر. يعود تاريخ القصر إلى القرن الرابع ميلادي وبالضبط 339 م وهو يتألف من مجموعة من الغرف والملحقات المحاطة بالسور الدفاعي.

## الموقع

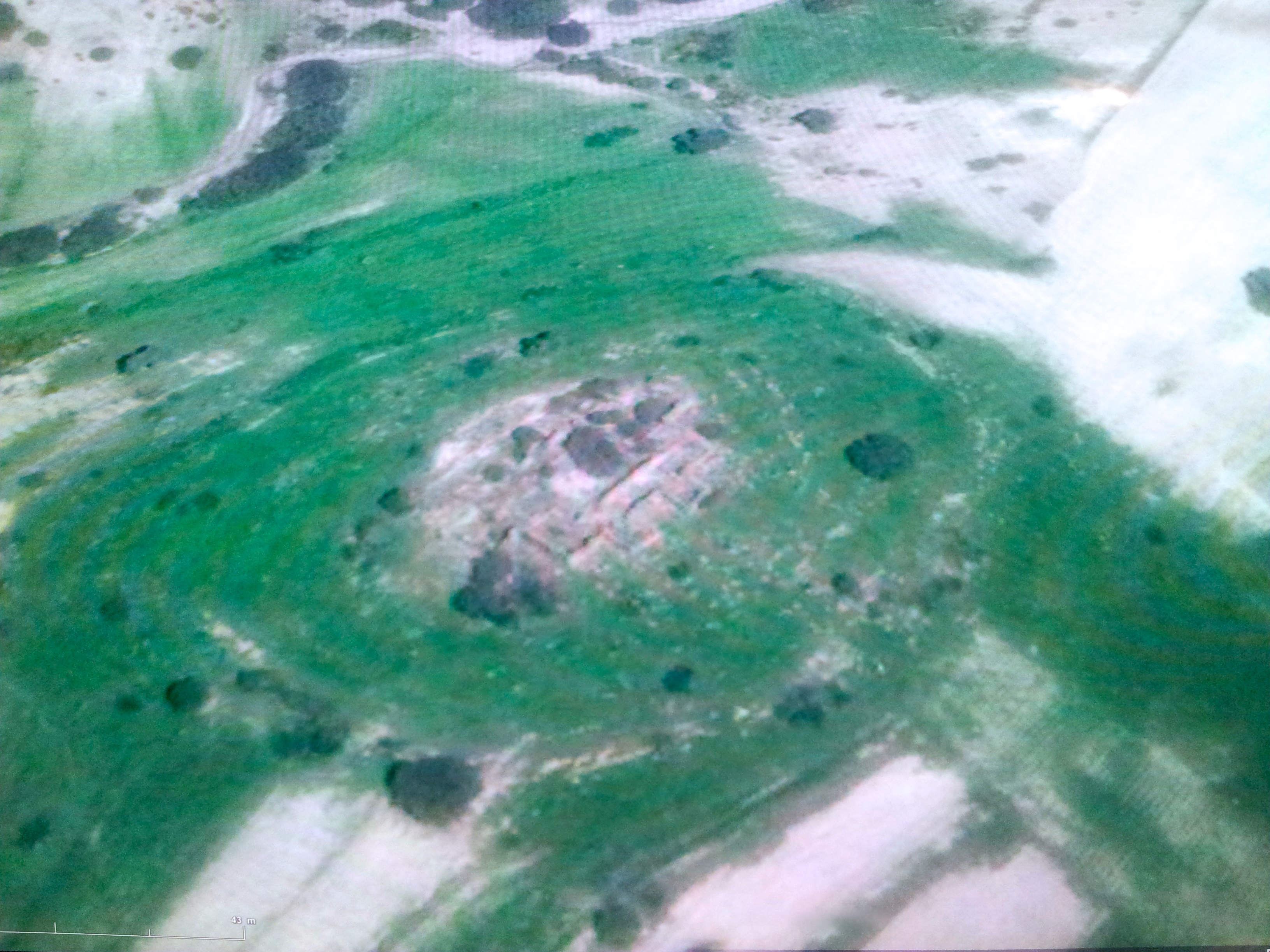
منظر جوي لقصر كاوة

يعتــبر المـوقـع الأثـري قصـر كــاوة مـن أهم المـواقـع الممـيزة الـتي خلفـتها الحضـارة الرومـانيـة في بـلادنـا. يـوجـد فـوق تـلة مـن تـلال جبـال الونشريس، في الجنـوب الشرقي لـبلدية الـولجـة شـرق ولايـة غلـيزان التي يبعـد عـنها 7 كلم، و شـمال شـرق دائـرة عـمي مـوسى الـتي يبـعـد عـنها 10 كلم، تقـدر مســاحتـه الاجــماليـة بــ 7550متر مربع، إذ يحتـل مـوقع إسـتراتيـجي هـام يسمـح له بالمـراقبـة و السيـطـرة عـلى كـل الجهـات و تظهـر معـالمـه عـلى الطـريق الرابـط بين دائـرة عـمي مـوسى و سـوق الحـد، يحـده مـن الشـمال ارض خـالية منحـدرة ومجـرى مـائي .

## تاريخ
تم تصنيف قصر «كاوة» كموقع أثري سنة 1901 ثم أعلن أيضا عن تصنيفه في الجريدة الرسمية الصادرة بتاريخ 23 جانفي 1968 م.

## وصف عمارته
ويتشكل مدخل القصر من عمودين يقع خلفهما الباب الأول يؤدي إلى رواق على يمينه إسطبل للخيل ويوجد في يسار المدخل سلالم من الحجارة تؤدي إلى طابق علوي علاوة على باب أخر غربي تم اكتشافه مؤخرا يطل على أكثر من 10 غرف تتصل ببعضها البعض لها مداخل مقوسة.

## وصلات خارجية
- وصلات خارجية

1. ↑  "غليزان: انطلاق عملية إعادة تهيئة لمعالم قصر" كاوة" الروماني". جزايرس. مؤرشف من الأصل في 2015-07-19. اطلع عليه بتاريخ 2021-10-13.